# Pine Bluffs
Pine Bluffs è un centro abitato (town) degli Stati Uniti d'America, situato nella Contea di Laramie nello Stato del Wyoming. Nel censimento del 2000 la popolazione era di 1.153 abitanti. Appartiene all'area metropolitana di Cheyenne.

## Geografia fisica
Secondo i rilevamenti dell'United States Census Bureau, la località di Pine Bluffs si estende su una superficie di 8,4 km², tutti occupati da terre.

## Popolazione
Secondo il censimento del 2000, a Pine Bluffs vivevano 1.153 persone, ed erano presenti 332 gruppi familiari. La densità di popolazione era di 138,0 ab./km². Nel territorio comunale si trovavano 517 unità edificate. Per quanto riguarda la composizione etnica degli abitanti, il 95,92% era bianco, lo 0,17% era afroamericano, lo 0,69% era nativo, lo 0,17% proveniva dall'Asia, l'1,82% apparteneva ad altre razze e l'1,21% a due o più. La popolazione di ogni razza ispanica corrispondeva al 6,85% degli abitanti.
Per quanto riguarda la suddivisione della popolazione in fasce d'età, il 27,3% era al di sotto dei 18, il 5,6% fra i 18 e i 24, il 23,2% fra i 25 e i 44, il 25,0% fra i 45 e i 64, mentre infine il 18,9% era al di sopra dei 65 anni di età. L'età media della popolazione era di 41 anni. Per ogni 100 donne residenti vivevano 95,1 uomini.